# Eden Golan
Eden Golan (em hebraico: עדן גולן; Kfar Saba, Israel; 5 de outubro de 2003) é uma cantora israelita. Ela representou Israel no Festival Eurovisão da Canção de 2024 com a canção "Hurricane", que ficou em quinto lugar na classificação geral e em segundo lugar na votação do público, em Portugal ficou no 1.º lugar do televoto.

## Inícios
Eden Golan nasceu em Kfar Sava, no centro de Israel, a 10 de Maio de 2003. Quando era criança mudou-se com os pais para Moscovo devido ao trabalho do pai e naquela cidade passou 13 anos da sua vida. O pai de Eden, Eddie, é de origem letã, enquanto a sua mãe, Olga, é ucraniana. Eden tem um irmão mais novo chamado Sean. O avô Yuri Golan licenciou-se na Faculdade de Jornalismo da Universidade Estatal de Moscovo e trabalhou para o jornal da juventude soviética. Segundo Eden, a sua estadia na Rússia teve sentimentos contraditórios. Por um lado, está-lhe grata pelo início da sua carreira de cantora, mas, ao mesmo tempo, sente-se desconfortável devido às frequentes manifestações de antissemitismo que existem naquele país.

## Carreira musical

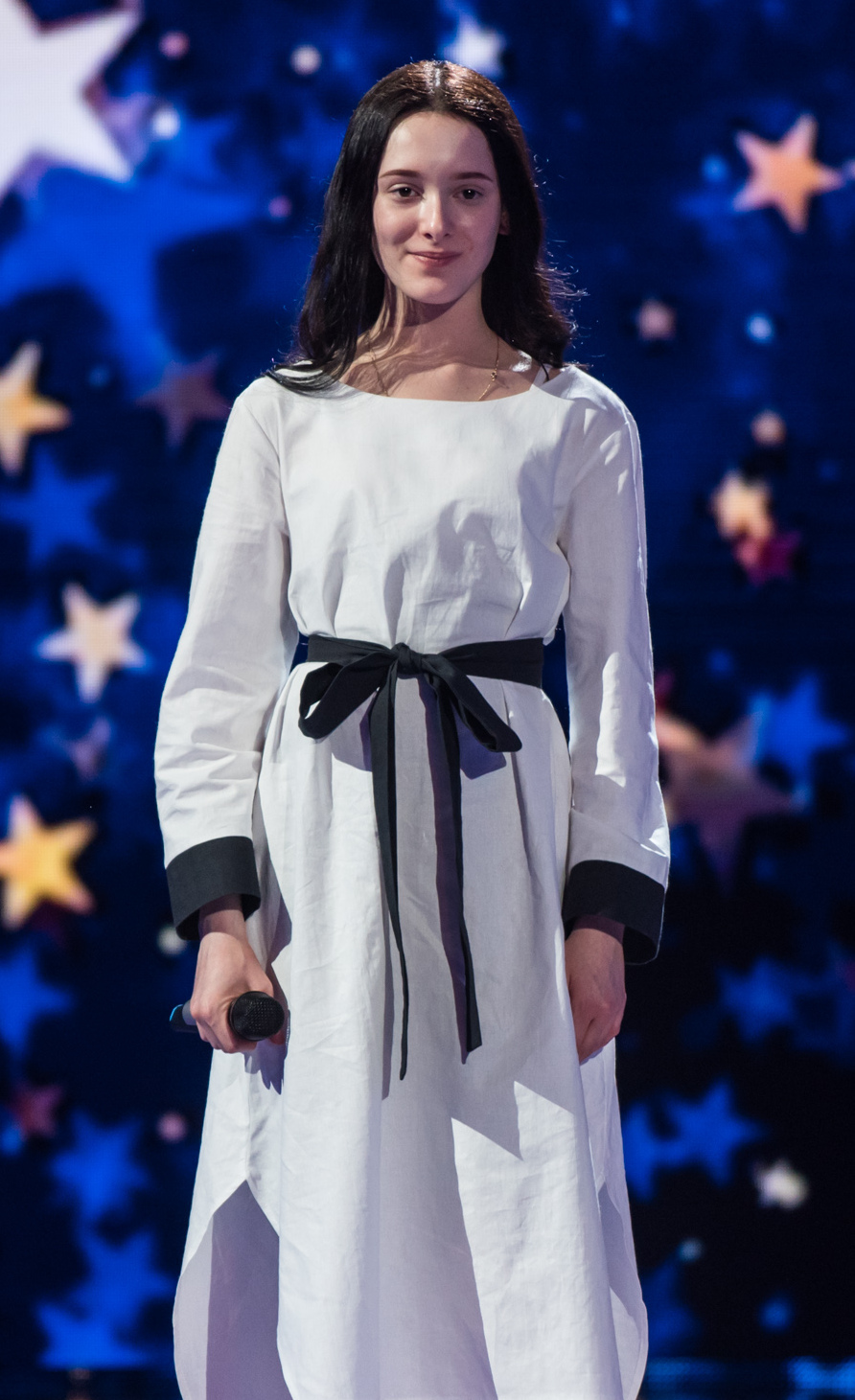
Эден Голан на финале Голос. Дети 5

Em 2015, Eden Golan participou na seleção russa para o Festival Eurovisão da Canção Júnior 2015. Na final, ficou em quinto lugar com 22 pontos, 8 pontos menos do que o vencedor daquela edição Mikhail Smirnov. Em 2016, actuou no concurso New Wave na Crimeia, incluindo a interpretação do seu êxito «Howl at the Moon» em dueto com Nyusha. Em 2018, a cantora tornou-se finalista da quinta temporada do programa The Voice Kids da Rússia e juntou-se à equipa de Pelageya. Ela colaborou com Yinon Yahel.
Em preparação para o Festival Eurovisão da Canção de 2024, a Corporação Israelita de Radiodifusão Pública voltou a selecionar um representante do país para o festival através da cooperação com o canal Keshet 12 e o show HaKokhav HaBa. Eden venceu todas as fases do programa e interpretou «I Have Nothing» de Whitney Houston no último dia e acabou por ganhar o voto do júri e do público, e foi selecionada para representar o Israel no concurso.

## Discografia

### Singles
- 2015 – Sčast'e
- 2022 – Ghost Town
- 2022 – Let Me Blow Ya Mind
- 2023 – Taxi
- 2023 – Dopamine
- 2024 – Hurricane
- 2024 – Older